# Josu Larrazabal

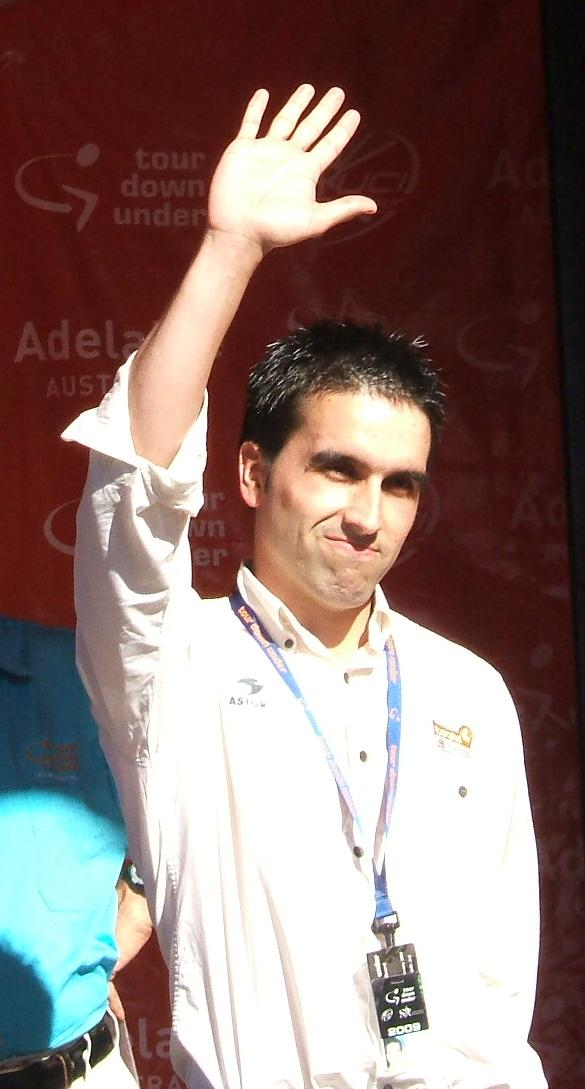
Josu Larrazabal en el Tour Down Under 2009.

Josu Larrazabal Arbaiza, nacido en Orozco (Vizcaya), es un preparador físico y director deportivo de equipos ciclistas españoles. Es célebre por ser uno de los directores deportivos del equipo profesional vasco Euskaltel-Euskadi.
Se licenció en Ciencias de las Actividades Físicas y el Deporte en el Instituto Vasco de Educación Física (IVEF) de la Universidad del País Vasco.
Actualmente, ejerce como director deportivo en el equipo ciclista RadioShack Leopard, de categoría UCI ProTour. Compartió la dirección del equipo con el mánager general Miguel Madariaga, con su adjunto Igor González de Galdeano y el también director Gorka Gerrikagoitia. en el Euskaltel-Euskadi
Dirigió la preparación de los equipos filiales de Euskaltel: el Orbea y el Naturgas Energía.